# Mega Man 2
Ne doit pas être confondu avec Mega Man II.
Mega Man 2 (Rockman 2 (ロックマン2 Dr.ワイリーの謎, Rokkuman Tsū Dokutā Wairī no Nazo) au Japon) est un jeu de plates-formes développé et édité par Capcom sur NES en 1988, puis porté sur Console virtuelle (Wii, Wii U, Nintendo 3DS), et téléphone mobile (J2ME, iOS). C'est le deuxième jeu de la série principale de Mega Man. Le jeu est un gros succès commercial pour Capcom, avec plus d'un million et demi de copies écoulées, faisant de cet opus la meilleure vente de la série.

## Trame
En l'an 200X, le professeur Light créa Mega Man, un super-robot de combat, pour combattre son ancien collègue, le Docteur Wily, et ses plans diaboliques. Cependant, après sa défaite, le vil professeur créa, lui, huit Robot Masters pour contrer Mega Man.

## Système de jeu
Ce jeu reprend ce qui a fait le succès du premier volet de Mega Man sur NES : les premiers niveaux peuvent être parcourus dans l'ordre désiré et chaque Robot Master battu laisse une arme que Mega Man peut récupérer et utiliser contre un autre Robot Master. Une fois les huit premiers niveaux terminés, Mega Man doit infiltrer la forteresse de Wily (divisée en plusieurs niveaux) et y affronter à nouveau les Robot Masters.
Mega Man 2 compte néanmoins quelques innovations : Le nombre de Robot Masters à vaincre passe de six à huit et le système de points est abandonné. Les cannettes d'énergie, qui permettent à Mega Man de récupérer des points de vie, font leur apparition. Un système de mot de passe permet au joueur d'enregistrer sa progression. En plus des armes, Mega Man peut récupérer des gadgets qu'il peut utiliser pour franchir certains obstacles. Ces objets consomment de l'énergie comme une arme de Robot Master. Les gadgets utilisables se comptent au nombre de trois, une plate-forme qui avance tout droit, une qui monte et une qui grimpe au mur.

## Réception

### Critique
Mega Man 2 reçoit de très bonnes critiques de la part de la presse et obtient un important succès commercial, devenant le jeu le plus vendu de la série. Henry Gilbert de GamesRadar+ estime que le jeu est « l'un des plus grands jeux jamais créé ». Le site IGN a placé le jeu 4ème de son Top 100 des meilleurs jeux sur NES.

### Ventes
Mega Man 2 s'est vendu à plus d'1,5 million d'exemplaires dans le monde, ce qui en fait l'épisode de Mega Man le plus vendu.
Début février 2019, Capcom indique avoir distribué 1,56 million de copies du jeu à travers le monde.

## Versions
La version occidentale rajoute un choix de difficulté par rapport à la version japonaise : le mode difficile correspond au jeu japonais, le mode normal est une version simplifiée.
Mega Man 2 fut réédité dans Mega Man: The Wily Wars sur Mega Drive et Mega Man: Anniversary Collection sur GameCube, PlayStation 2 et Xbox.
Tout comme pour Mega Man, un remake de Mega Man 2 sur PlayStation Portable était prévu sous le nom de Mega Man Powered Up 2. En raison des ventes décevantes de Mega Man Powered Up, le projet a été abandonné.